# John Lunan
Rev. John Lunan ( * 1771 - 23 de diciembre de 1839 ) fue un botánico y religioso inglés, que trabajó intensamente sobre la flora de Jamaica.
Además de párroco fue miembro de la Asamblea y Juez Asistente de Jamaica.

## Algunas publicaciones
- 1814. Hortus jamaicenes or A botanical description, (according to the Linnean system) & an account of the virtues, &c., of its indigenous plants hitherto known, as also of the most useful exotics. Compiled from the best authorities, and alphabetically arranged . 2 vols.
- La abreviatura «Lunan» se emplea para indicar a John Lunan como autoridad en la descripción y clasificación científica de los vegetales.[1]

Publicaba sus descubrimientos y clasificaciones de nuevas especies en : Hort. Jamaic. y en Fl. Brit. W.I.